# Apogonia callosifrons
Apogonia callosifrons är en skalbaggsart som beskrevs av Moser 1924. Apogonia callosifrons ingår i släktet Apogonia och familjen Melolonthidae. Inga underarter finns listade i Catalogue of Life.